# Linea U4 (metropolitana di Monaco di Baviera)
La Linea U4 è una delle sei linee che compongono la metropolitana di Monaco di Baviera. La linea è stata inaugurata il 10 marzo 1984 con il tratto che collega Westendstraße a Karlsplatz. Con i suoi 9,3 km di estensione e le sue 13 stazioni, è la più breve linea della metropolitana bavarese.

## Percorso
La linea U4 ha inizio ad ovest, presso Westendstraße, che non è un vero e proprio capolinea, ma è in realtà una stazione di passaggio anche per la linea U5, che prosegue verso Laimer Platz; i treni della linea U4 proseguono invece per un breve tratto oltre la stazione di Westendstraße, lungo un binario utilizzato solamente per effettuare il cambio di marcia. Le linee U4 e U5 sono le uniche della rete a non dividersi in più rami una volta uscite dal centro; il ramo settentrionale mancante doveva infatti terminare una stazione dopo Laimer Platz, e i treni della U4 avrebbero dovuto raggiungere il quartiere di Blumenau.
Ad Heimeranplatz è possibile effettuare il trasbordo verso le linee S7, S20 e S27 della S-Bahn. La fermata Schwanthalerhöhe fu in precedenza chiamata Messegelände ("luogo della fiera"), finché la fiera non si spostò a Riem nel 1998. Poco dopo questa stazione vi è un collegamento con la stazione Implerstraße, che non viene usato per il traffico passeggeri, ma che fu attraversato dai treni che dovevano raggiungere il deposito di Fröttmaning prima che le linee U4 e U5 fossero prolungate fino a Innsbrucker Ring.
Theresienwiese è l'unica fermata della metropolitana monacense ad avere una cabina utilizzata durante l'Oktoberfest per tenere sotto controllo le masse di passeggeri; l'uscita meridionale della stazione conduce direttamente al luogo della famosa festa della birra. Anche durante le ore di punta, tutti i treni terminano a Theresienwiese dato che il basso traffico di passeggeri non richiede l'operazione di due linee ad ovest della stazione.
Alla Stazione Centrale, è possibile effettuare l'interscambio con tutte le linee della S-Bahn (ad eccezione della S20) e con le linee U1 e U2, che passano sotto la stazione della U4 e U5. La stazione successiva è poi Karlsplatz, dove si incrociano ancora le linee S1 e S8. Karlsplatz è la stazione situata più in profondità della rete metropolitana di Monaco; i binari situati più lontani dal suolo si trovano nel tunnel tra Karlsplatz e Odeonsplatz, a 36 metri sotto terra.
Odeonsplatz (dove si incrociano anche le linee U3 e U6) e la stazione successiva di Lehel sono state costruite come tunnel separati collegati da corridoi trasversali. Oggi la linea passa sotto il fiume Isar per raggiungere Max-Weber-Platz, presso il Parlamento bavarese. Max-Weber-Platz è anche l'ultima stazione in comune con la linea U5: da lì in avanti, infatti, le due linee si separano (la U4 prosegue verso Arabellapark e la U5 verso Neuperlach Süd).
Passando per Prinzregentenplatz e  Böhmerwaldplatz, la linea raggiunge Richard-Strauss-Straße, che è l'unica stazione della U4 che presenta le banchine ai lati. Il capolinea si trova ad Arabellapark, ma il parcheggio arriva ad estendersi fino alla stazione di Cosimapark, che si trova ancora in fase di progetto.
Nelle ore serali (circa dopo le 20) la linea U4 effettua il servizio solo tra Lehel e Arabellapark.